# Помажанкі (Мазовецьке воєводство)
Помажанкі (пол. Pomarzanki) — село в Польщі, у гміні Гостинін Ґостинінського повіту Мазовецького воєводства.
Населення — 61 особа (2011).
У 1975-1998 роках село належало до Плоцького воєводства.

## Демографія
Демографічна структура станом на 31 березня 2011 року:
|          | Загалом | Допрацездатний вік | Працездатний вік | Постпрацездатний вік |
| -------- | ------- | ------------------ | ---------------- | -------------------- |
| Чоловіки | 33      | 10                 | 20               | 3                    |
| Жінки    | 28      | 7                  | 11               | 10                   |
| Разом    | 61      | 17                 | 31               | 13                   |